# USS Scorpion (SSN-589)
Pour les autres navires du même nom, voir USS Scorpion.
L'USS Scorpion (SSN-589) est un sous-marin nucléaire d'attaque américain de la classe Skipjack et le sixième bâtiment de l'US Navy à porter ce nom. Le Scorpion est perdu en mer le 22 mai 1968, avec 99 marins à son bord, dans des circonstances floues. L'USS Scorpion est l'un des deux sous-marins nucléaires perdus par l'US Navy, le second étant l'USS Thresher. Il est l'un des quatre sous-marins à avoir mystérieusement disparus en 1968, les autres étant le sous-marin israélien INS Dakar, le sous-marin français Minerve et le sous-marin soviétique K-129.
L'épave retrouvée au bout de cinq mois de recherches se trouve à une profondeur de 3 300 mètres non loin de l'archipel des Açores. Son exploration a été menée lors de la découverte de celle du Titanic en 1985,.

## Service

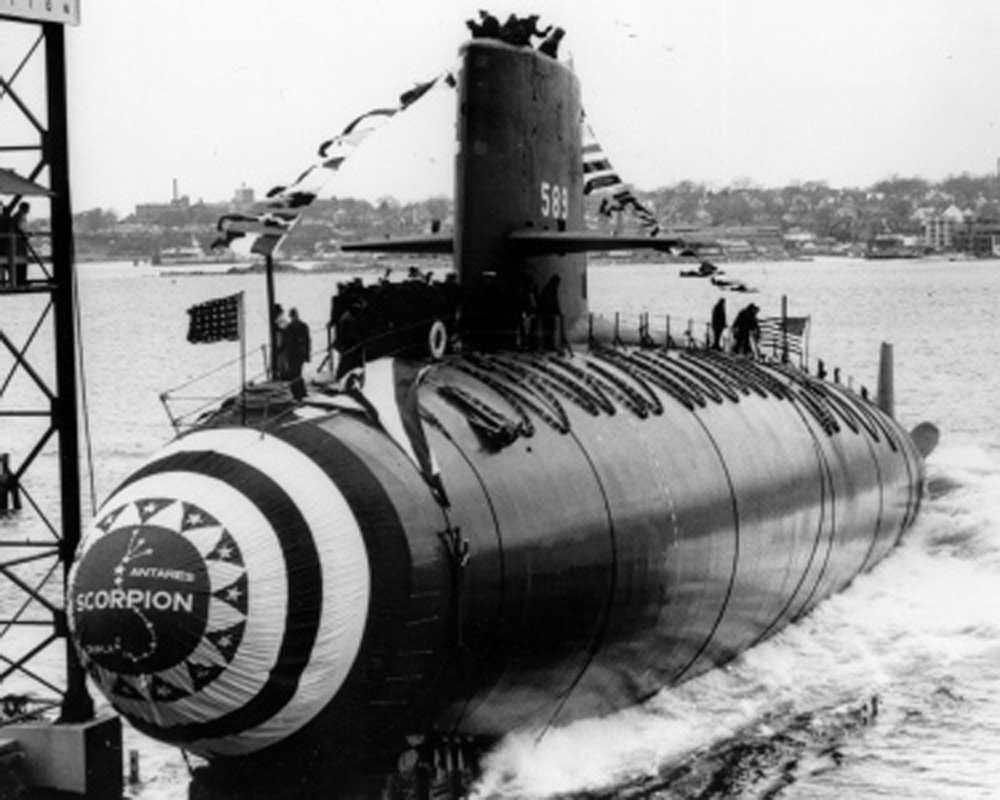
Lancement de l'USS Scorpion.

La quille de l'USS Scorpion est posée le 20 août 1958 au chantier naval Electric Boat, une filiale de General Dynamics Corporation, basée à Groton dans le Connecticut. Il est lancé le 19 décembre 1959, sous le parrainage d'Elizabeth S. Morrison, la fille du dernier commandant du dernier navire à avoir porté le même nom, l'USS Scorpion (perdu corps et biens en 1944). Le Scorpion est commissionné le 29 juillet 1960 et son commandement est confié à Norman B. Bessac.

### Missions spéciales (1960–1967)
L'USS Scorpion est affecté à la Submarine Squadron 6, Division 62, il quitte la base navale de New London le 24 août pour une mission de deux mois dans les eaux européennes. Durant cette mission, il participe à des exercices avec des unités de la VIe flotte et des navires de pays membres de l'OTAN. À son retour en Nouvelle-Angleterre à la fin du mois d'octobre, il s'entraîne sur la côte est des États-Unis jusqu'au mois de mai 1961. Le 9 août 1961, le Scorpion rentre à New London, avant de partir pour Norfolk, un mois plus tard. En 1962, il obtient une Navy Unit Commendation.
La base navale de Norfolk sera le port d'attache du Scorpion pour le reste de sa carrière, il s'y spécialise dans les tactiques de détection des sous-marins nucléaires. Alternant les rôles de chasseur et de chassé, il participe à des exercices le long de la côte atlantique, autour des Bermudes et de Puerto Rico. De juin 1963 à mai 1964, il interrompt ses opérations et est placé en période d'entretien à Charleston. Il reprend du service à la fin du printemps, avant d'être à nouveau interrompu du 4 août au 8 octobre pour une patrouille transatlantique. Au printemps 1965, il conduit une patrouille similaire dans les eaux européennes.
À la fin de l'hiver 1965, au début du printemps et à l'automne 1966, le Scorpion est déployé pour des opérations spéciales. Après avoir mené à bien ces missions, son commandant reçoit une Navy Commendation Medal (en) pour son remarquable leadership, sa prévoyance et ses compétences professionnelles. D'autres officiers et marins du Scorpion sont également cités pour leurs réalisations méritoires. En 1966, le Scorpion parvient à entrer dans une mer intérieure russe[Laquelle ?] au cours d'un « Northern Run » et à filmer le lancement de missiles soviétiques à travers son périscope avant de réussir à s'enfuir poursuivi par des navires de la marine soviétique.

### Réparations (1967)

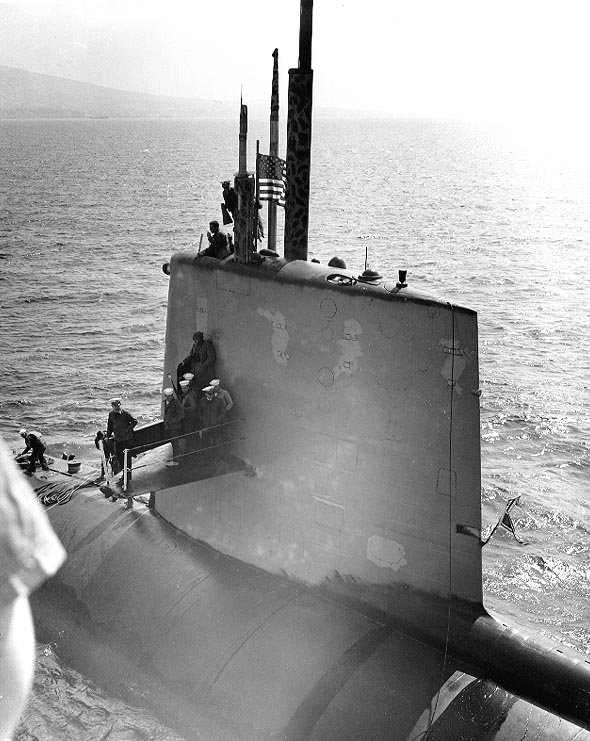
Kiosque de l'USS Scorpion

Le 1er février 1967, le Scorpion est envoyé pour entretien et réparations au Norfolk Naval Shipyard pour y subir une révision complète. À la place de cette révision complète, seules les réparations d'urgence sont effectuées avant que le bâtiment ne soit remis en service. Le programme SUBSAFE, requerrait l'allongement de la durée des interruptions pour réparations, de 9 à 36 mois. Un examen minutieux de la qualité des composants du sous-marin était nécessaire, selon les consignes données par le commandement (SUBSAFE), couplé à diverses améliorations ainsi qu'à l'intensification des inspections structurelles — des inspections de la coque en particulier au moyen d'ultrasons — et à la réduction de la vulnérabilité de pièces vitales telles que les conduites d'eau de mer. Les tensions dues à la guerre froide obligeaient les officiers de la Submarine Fleet Atlantic (SUBLANT) à  raccourcir les délais. La réparation du Scorpion est donc courte et  coûte seulement un septième des sommes normalement dépensées pour la révision d'un sous-marin nucléaire à l'époque. Il s'agit du résultat de préoccupations concernant le « pourcentage élevé de temps hors-service » des sous-marins nucléaires d'attaque, estimé à environ 40 % du temps de service total.
La portée de la révision complète du Scorpion, prévue à l'origine, est réduite : et la mise aux normes SUBSAFE attendue depuis longtemps, avec notamment l'installation d'un nouveau système central de contrôle des vannes, n'est pas effectuée. Plus grave, son système d'urgence — celui-là même qui avait causé la perte du Thresher — n'est pas corrigé. Alors que le Charleston Naval Shipyard affirme que le système de remplissage d'urgence du principal ballast (Emergency Main Ballast Tank Blow - EMBT) fonctionnait en l'état, SUBLANT affirme au contraire que ce système était défectueux et l'EMBT « marqué » ou répertorié comme inutilisable. Les problèmes perçus, relatifs à la durée de révision, ont conduit à des retards dans tous les travaux de mise aux normes édictées par le SUBSAFE en 1967.
Le CNO, l'amiral David Lamar McDonald, valide la révision abrégée du Scorpion le 17 juin 1966. Le 20 juillet, McDonald diffère les améliorations demandées par le SUBSAFE, considérées comme non essentielles jusqu'en 1968.

### Mission en Méditerranée (1967-1968)

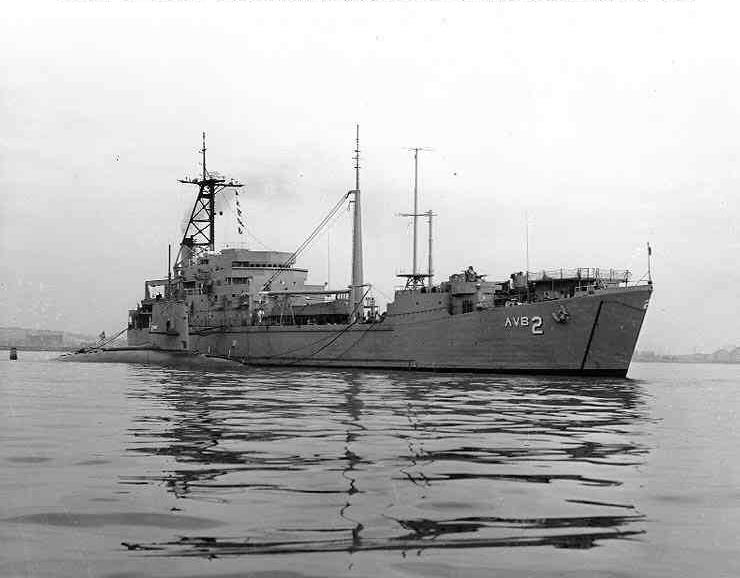
L' en compagnie du Scorpion, en dehors du Claywall Harbor, Naples, Italie, en avril 1968 (peu de temps avant que le Scorpion ne parte pour sa dernière mission). Il s'agit probablement de la dernière photographie prise du Scorpion.

Fin octobre 1967, l'USS Scorpion entame une série d'essais de formation et de perfectionnement aux systèmes d'armes. Il reçoit un nouveau commandant, Francis Slattery. À l'issue de cet entraînement, mené au large de Norfolk, il est envoyé le 15 février 1968 en mer Méditerranée pour une nouvelle mission. Il opère au sein de la VIe flotte au mois de mai avant de prendre le chemin du retour vers son port d'attache. Le Scorpion subit plusieurs dysfonctionnements mécaniques parmi lesquels une fuite chronique de gaz fréon à partir des systèmes de réfrigération. Un incendie d'origine électrique se déclare dans un tuyau d'échappement après qu'une fuite d'eau eut court-circuité une connexion d'alimentation alors que le bâtiment était à quai. Il n'existe aucune preuve que la vitesse du Scorpion ait été limitée à partir de mai 1968, même si de manière prudente il évitait de plonger à une profondeur supérieure à 500 pieds (152 m), en raison de la mise en œuvre incomplète des contrôles et modifications de sécurité prévues à la suite de la perte du Thresher.
Quittant la Méditerranée le 16 mai, deux hommes débarquent du Scorpion à Rota en Espagne, l'un pour une urgence familiale et l'autre (IC1 Joseph Underwood) pour des raisons de santé. Des sous-marins nucléaires lanceurs d'engins américains opéraient à partir de la base navale américaine de Rota et il est probable que l'USS Scorpion assurait la couverture sonore pour USS John C. Calhoun les deux bâtiments entrant au même moment dans l'Atlantique où, immanquablement, des sous-marins d'attaque soviétiques essayeraient de détecter et de suivre le sous-marin nucléaire lanceur d'engins américain. Ce jour-là, deux sous-marins d'attaque soviétique de la classe November, pouvant naviguer jusqu'à 32 nœuds (59 km/h), étaient en position. Le Scorpion est ensuite envoyé pour observer les activités navales soviétiques dans l'Atlantique à proximité des Açores. Un sous-marin soviétique de la classe Echo-II opérait avec ce détachement spécial ainsi qu'un destroyer lance-missile. Ayant observé et écouté les unités soviétiques, le Scorpion s'apprête à retourner à la base navale de Norfolk.

## Disparition et naufrage

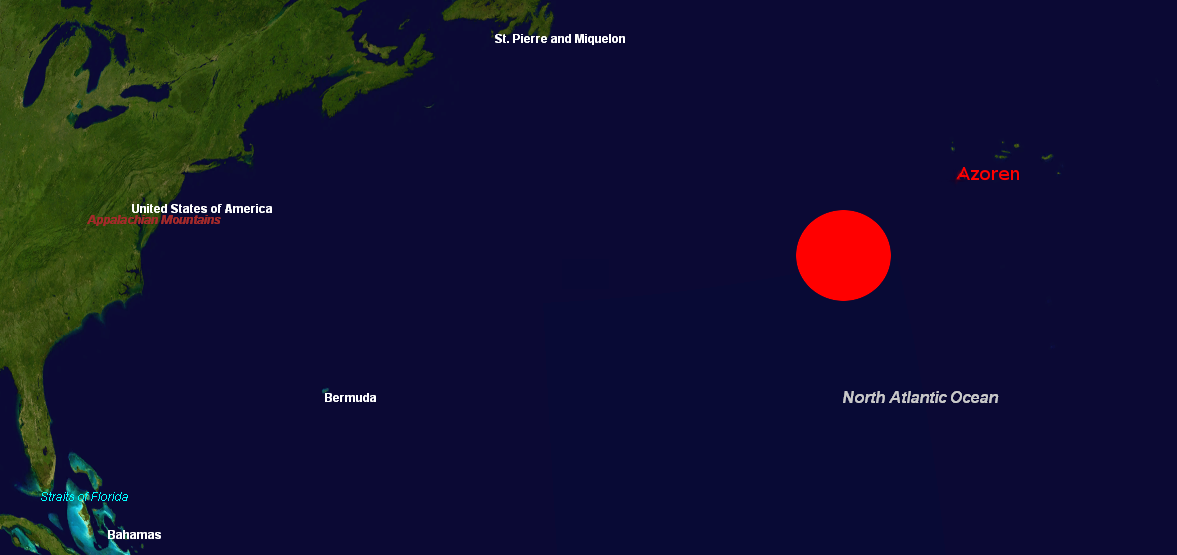
Zone de naufrage du Scorpion

Pendant une durée exceptionnellement longue, commençant peu avant minuit le 20 mai 1968 et se terminant après minuit le 21 mai, le Scorpion tente d'envoyer des messages radio à la base navale de Rota en Espagne sans succès et  parvient à joindre une station de communication de la Navy Néa Mákri, en Grèce, qui a transféré les messages du Scorpion au ComSubLant. Le lieutenant John Roberts reçoit le dernier message du commandant Slattery, indiquant qu'il se rapprochait du groupe naval soviétique à une vitesse constante de 15 nœuds (28 km/h) et à une profondeur de 350 pieds (107 m) pour « commencer la surveillance des Soviétiques ». Six jours plus tard, les médias rapportent que le Scorpion qui était attendu à Norfolk ne s'était pas présenté.

## Recherches (1968)

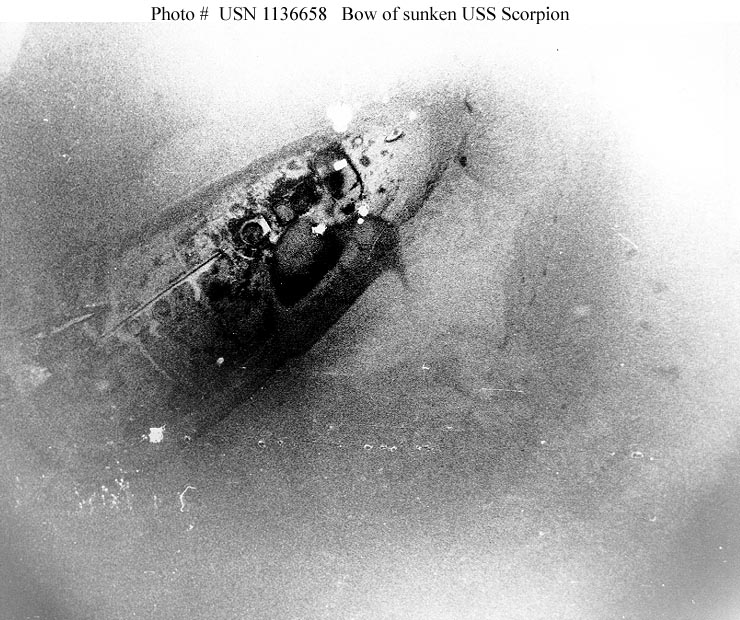
Photo de la section avant du Scorpion, prise en 1968 par l'équipage du bathyscaphe.

L'US Navy redoute une possible perte du bâtiment et lance une opération de recherche. L'USS Scorpion et son équipage sont déclarés « présumés perdus » le 5 juin. Son nom est retiré du Naval Vessel Register le 30 juin. Les recherches se poursuivent avec une équipe de mathématiciens conduite par le Dr John Piña Craven, responsable de la Division des projets spéciaux de l'US Navy. Ils emploient des méthodes de recherche fondées sur le théorème de Bayes, développées initialement pendant les opérations de recherche de la bombe à hydrogène perdue au large de Palomares, en Espagne, en janvier 1966 à la suite de la dislocation en vol d'un B-52.
Certains rapports indiquent qu'une importante opération secrète de recherche avait été lancée trois jours avant le retour de patrouille programmé du Scorpion. Cette information, combinée à d'autres informations déclassifiées, laisse penser que l'US Navy était au courant de la perte du Scorpion avant que l'opération de recherche publique ne soit lancée.

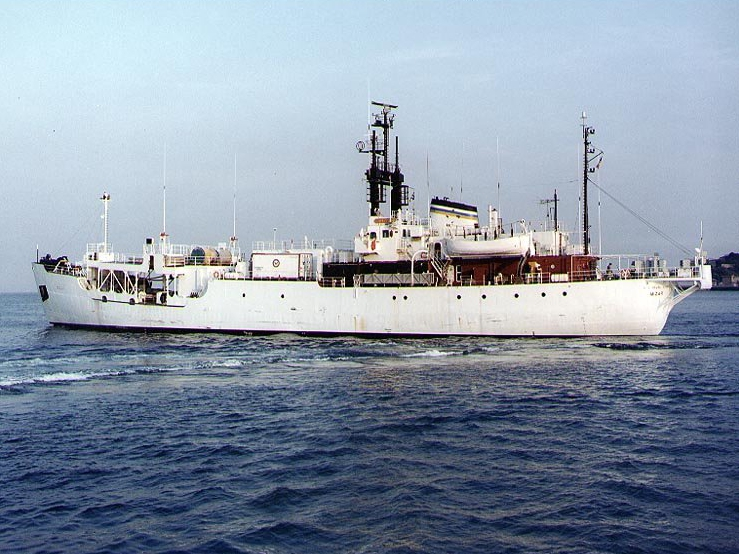
Le navire de recherche USNS Mizar

À la fin du mois d'octobre 1968, le navire de recherche océanographique de l'US Navy, Mizar, localise des sections de la coque du Scorpion au fond de l'océan, à 740 km au sud-ouest des Açores à 3 000 m de profondeur. La Navy avait auparavant publié les enregistrements sonores réalisés par le système d'écoutes sous-marines SOSUS qui confirmaient la destruction du Scorpion. Une commission d'enquête est de nouveau convoquée et d'autres navires, parmi lesquels le bathyscaphe Trieste II, sont envoyés sur place pour collecter des données et pour prendre des photos de l'épave.
Bien que Craven se soit vu attribuer la localisation de l'épave du Scorpion, la contribution de Gordon Hamilton, un expert acoustique pionnier de l'utilisation de matériel hydroacoustique pour repérer les points d'impact en mer de missiles Polaris, a été déterminante et a permis de délimiter une « zone de recherche » réduite à l'intérieur de laquelle l'épave est retrouvée. Hamilton établit une station d'écoute aux îles Canaries, il isole un signal clair que certains scientifiques analyseront comme étant le bruit émis par l'implosion de la coque alors que le bâtiment franchissait sa profondeur d'écrasement (en). Chester « Buck » Buchanan, un scientifique du Naval Research Laboratory, localisera finalement l'épave le 29 octobre 1968, à l'aide de barges submersibles trainées par le Mizar et équipées de caméras. Ces barges équipées de caméras, qui avaient été conçues par J. L. « Jac » Hamm de la Engineering Services Division du Naval Research Laboratory, sont aujourd'hui exposées au U.S. Navy Museum. Buchanan avait déjà localisé l'épave du Thresher en 1964 en utilisant cette technique.

### Dégâts observés

Plan de coupe d'un sous-marin de :
1. Systèmes sonar ;
2. Compartiment des torpilles ;
3. Poste de commandement ;
4. Compartiment du réacteur ;
5. Moteur auxiliaires ;
6. Compartiment de la propulsion.

La section avant du Scorpion a dérapé lors de l'impact sur la vase de Globigerina recouvrant le plancher océanique, creusant une importante tranchée. Le kiosque s'est délogé de la coque, après que le poste de commandement au-dessus duquel il se trouvait se soit désintégré ; il est couché à bâbord de l'épave. L'un des feux de position du Scorpion est retrouvé en position ouverte comme si le sous-marin était à la surface au moment de l'accident ; il est possible que ce feu ait été laissé en position ouverte lors de l'escale de la nuit que le bâtiment a effectuée à Rota. L'un des pilotes du Trieste II qui explore le Scorpion avance une autre hypothèse : le choc de l'implosion pourrait avoir placé le feu en position ouverte.
L'enquête de l'US Navy – qui se base sur un grand nombre de documents photographiques, vidéos et sur les témoignages des équipages du Trieste II envoyés examiner l'épave en 1969 – conclut que la coque du Scorpion a implosé au moment où le bâtiment a franchi sa profondeur d'écrasement. Le Structural Analysis Group, dont faisait partie Peter Palermo le directeur des Structures sous-marines au sein du Naval Ships Systems Command, constate que le compartiment des torpilles est intact, bien qu'il ait été écarté du poste de commandement par la pression hydrostatique considérable à cette profondeur. Le poste de commandement lui-même est en grande partie détruit par la pression, la salle des machines ayant avancé de 50 pieds (15 m) dans la coque. La jonction de la transition cône-cylindre a cédé entre les moteurs auxiliaires et le compartiment de la propulsion.
Le seul dégât subi par le compartiment des torpilles semble être une trappe manquante à l'un des tubes. Palermo souligne que cette trappe s'est probablement détachée sous la pression de l'eau qui est entrée dans la salle des torpilles au moment de l'implosion.

## Enquête de l'US Navy

### Rapport de la commission d'enquête (1968)
Peu de temps après le naufrage, l'US Navy convoque une Court of Inquiry (en) pour enquêter sur l'accident et publier un rapport sur les causes probables du naufrage. 
Cette commission est présidée par le vice-amiral Bernard L. Austin, qui avait déjà présidé la commission chargée d'enquêter sur la perte de l'USS Thresher. Les conclusions de la commission sont rendues en 1968 ; elles ne sont pas publiques. Les responsables de la Navy citent alors une partie du rapport de 1968 affirmant qu'il était impossible de déterminer de manière « concluante » les causes de la perte du Scorpion.
L'administration Clinton déclassifie une grande partie du rapport en 1993 et c'est à cette date que l'opinion publique découvre que la commission d'enquête avait considéré le dysfonctionnement d'une des torpilles du Scorpion comme cause possible du naufrage.

### Rapport duNaval Ordnance Laboratory(1970)
L'analyse extensive, pendant plus d'un an, des signaux hydroacoustiques relatifs au naufrage du sous-marins (collectés par Gordon Hamilton) est menée par Robert Price, par Ermine (Meri) Christian et par Peter Sherman du Naval Ordnance Laboratory. Ces trois physiciens sont des experts des explosions sous-marines, de leurs signatures sonores et de leurs effets destructeurs. Price critique ouvertement Craven. Leurs conclusions, présentées à l'US Navy dans le cadre de la phase II de l'enquête, indiquent que le bruit enregistré a probablement eu lieu lorsque la coque a cédé à une profondeur de 2 000 pieds (610 m). Les fragments et les débris ont ensuite poursuivi leur chute sur 9 000 pieds (2 743 m). Ces conclusions diffèrent de celles tirées par Craven et par Hamilton, qui ont mené de manière indépendante une série d'expériences également dans le cadre de la phase II de l'enquête, démontrant que d'autres interprétations des signaux hydroacoustiques pouvaient être basées sur la profondeur du sous-marin au moment où il aurait été frappé[pas clair] et par d'autres conditions opérationnelles[évasif].
Le groupe d'analyse structurelle (Structural Analysis Group - SAG) conclut que la survenance d'une explosion est improbable, et rejette de manière catégorique les essais menés par Craven et par Hamilton. Les physiciens du SAG se basent sur l'absence d'une bulle de gaz, qui se produit invariablement lors d'une explosion sous-marine, et affirment qu'il s'agit de la preuve absolue qu'aucune explosion de torpille ne s'est produite, ni à l'extérieur ni à l'intérieur de la coque. Craven tente de démontrer que la coque du Scorpion a pu « avaler » la bulle créée par la détonation de la torpille en demandant à Gordon Hamilton de déclencher de faibles charges à proximité de conteneurs en métal remplis d'air. Il est à noter que l'explosion survenue lors du naufrage du K-141 Koursk le 12 août 2000, a éventré sa coque et émis une énorme bulle de gaz qui a été enregistrée par plusieurs géophones à travers l'Europe. Le K-141 Koursk avait une coque deux fois plus grande que celle du Scorpion, ce qui laisse penser que même une coque importante ne pouvait pas absorber la bulle.
Dans sa « lettre » de 1970, le Naval Ordnance Laboratory sur l'étude acoustique des sons de la destruction du Scorpion par Price et par Christian, soutient le rapport du SAG. Dans ses conclusions et recommandations, l'étude acoustique du Naval Ordnance Laboratory déclare : « Le premier événement acoustique du SCORPION n'a pas été causé par une forte explosion, qu'elle soit interne ou externe à la coque. La profondeur probable de l'événement… et les caractéristiques spectrales du signal viennent le confirmer. En réalité, il est peu probable que l'un des événements acoustiques du Scorpion ait été causés par des explosions. »
Le Naval Ordnance Laboratory fonde une grande partie de ses conclusions sur une vaste analyse acoustique du torpillage et du naufrage de l'USS Sterlet dans le Pacifique début 1969, cherchant à comparer les signaux acoustiques enregistrés à cette occasion à ceux générés par le Scorpion. Price estime que le torpillage programmé du Sterlet par l'US Navy était fortuit. En effet, le Sterlet était un petit sous-marin à propulsion diesel-électrique construit pendant la Seconde Guerre mondiale dont la conception et la construction étaient différentes de celle du Scorpion, en ce qui concerne sa coque de pression[pas clair] et ses autres caractéristiques. Trois signaux acoustiques identifiables sont isolés au cours de son torpillage, à comparer avec les quinze signaux générés lors de la perte du Scorpion. Les calculs mathématiques utilisés par Price n'ont pas été rendus publics. De plus, le Naval Ordnance Laboratory fonde ses rapports sur les données enregistrées par la station hydroacoustique des îles Canaries. Ces données pourraient avoir été « nettoyées » de la signature acoustique de la bulle liée à l'explosion d'une torpille externe avant d'être diffusées.
L'étude acoustique du Naval Ordnance Laboratory fournit une explication (sujette à controverse) de l'enchaînement qui pourrait avoir conduit le Scorpion à atteindre sa profondeur d'écrasement. Cette explication fait référence de manière anecdotique à l'incident qui avait failli causer la perte du sous-marin diesel USS Chopper en janvier 1969, lorsqu'un problème d'alimentation l'a conduit à plonger pratiquement jusqu'à sa profondeur d'écrasement, avant de pouvoir finalement refaire surface.
Dans le même extrait de la lettre N77 de mai 2003, la déclaration suivante semble écarter la théorie du Naval Ordnance Laboratory, et pointer sans équivoque vers une explosion à l'avant du sous-marin :

« La Navy a étudié en détail la perte du Scorpion à travers la commission d'enquête initiale et les rapports de 1970 et 1987 par le Groupe d'analyse structurelle. Rien dans ces enquêtes n'a conduit la Navy à revoir ses conclusions voulant qu'un événement catastrophique inexpliqué se soit produit. »

### Préoccupations environnementales

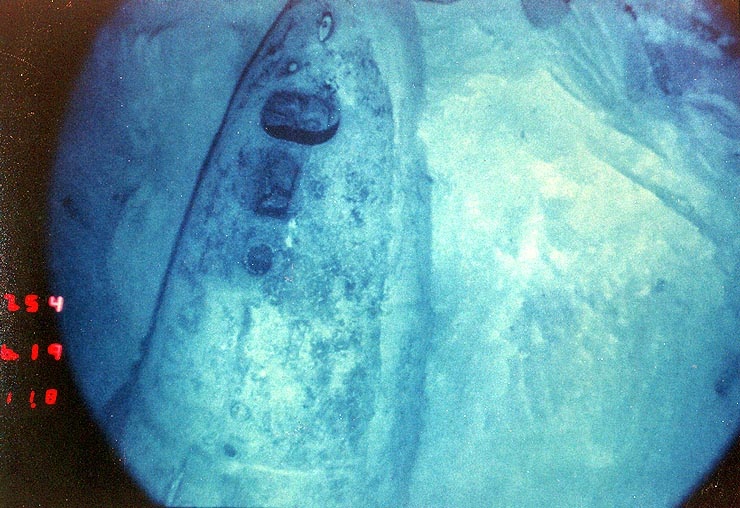
Proue de l'épave de l'USS Scorpion contenant deux torpilles nucléaires, photographiée en aout 1986 (photo de l'US Navy).

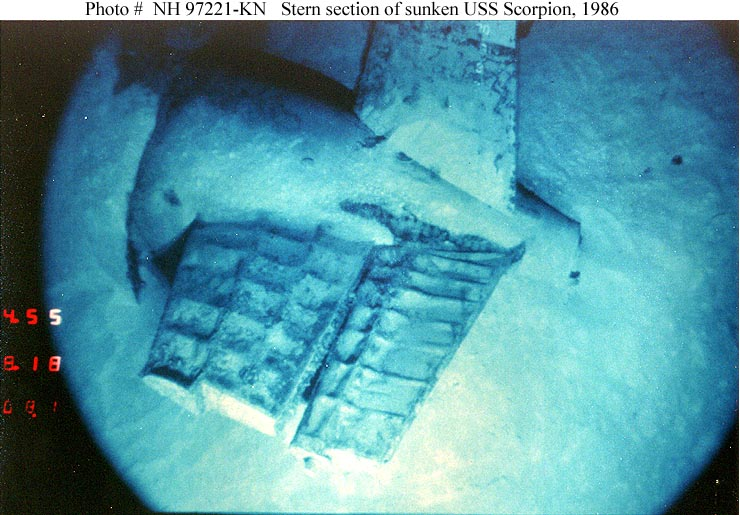
Poupe de l'épave, photographiée en 1986 par le personnel de Woods Hole.

L'épave du Scorpion repose aujourd'hui sur un sol sablonneux au fond de l'océan Atlantique à environ 3 000 m de profondeur. Le site est situé à environ 400 milles marins (741 km) au sud-ouest des Açores, sur la bordure orientale de la mer des Sargasses. Ses coordonnées géographique sont32° 54,9′ N, 33° 08,89′ O. L'US Navy reconnaît qu'elle inspecte régulièrement le site pour réaliser des mesures de la contamination radioactive provenant soit du réacteur nucléaire soit des deux torpilles nucléaires présentes à bord au moment du naufrage et pour déterminer si l'épave est visitée. La Navy n'a rendu publique aucune information sur le statut de l'épave, si ce n'est quelques photographies prises en 1968, puis à nouveau en 1985 par des submersibles en eaux profondes.
La Navy a publié des informations des mesures de radioactivité réalisées sur et autour de l'épave du Scorpion. La Navy ne signale pas de fuite radioactive significative en provenance du sous-marin. Les photographies de 1985 sont prises par une équipe d'océanographes travaillant pour le Woods Hole Oceanographic Institution à Woods Hole (Massachusetts).
L'US Navy surveille fréquemment les conditions environnementales du site depuis le naufrage. Elle publie les résultats dans un rapport public annuel sur la surveillance environnementale des bâtiments à propulsion nucléaire américains. Les rapports fournissent des détails sur l'échantillonnage des sédiments, sur la qualité de l'eau et sur la vie marine dans le but de déterminer si le sous-marin a considérablement affecté son environnement immédiat. Ces rapports expliquent également la méthodologie utilisée pour la réalisation de cette surveillance en eaux profondes à partir de navires de surface et de submersibles. Les données recueillies confirment qu'il n'y a eu aucun effet significatif sur l'environnement. Le combustible nucléaire présent à bord du sous-marin demeure intact et les inspections de la Navy n'ont pas révélé des niveaux de radioactivité anormaux. Le Scorpion emportait deux torpilles nucléaires anti-sous-marines Mark 45 ASTOR au moment du naufrage. Les ogives de ces torpilles font partie de la surveillance environnementale. Le scénario le plus probable est que le plutonium et l'uranium de ces torpilles se soient corrodés après le naufrage pour former un matériau lourd et que les torpilles soient à l'heure actuelle proches de leur position initiale dans le compartiment des torpilles. Si ces matériaux corrodés devaient être expulsés du sous-marin, leur gravité élevée et leur insolubilité les piégerait à l'intérieur des sédiments[réf. nécessaire].

### Appels pour une nouvelle enquête (2012)
En novembre 2012, les US Submarine Veterans (en), une organisation regroupant 13 800 vétérans des forces sous-marines américaines, demande à l'US Navy de rouvrir l'enquête sur les causes de la perte de l'USS Scorpion. 
La Navy refuse cette demande. Une organisation privée, comprenant des proches des sous-mariniers disparus déclare alors qu'elle menera sa propre enquête, l'épave étant située dans les eaux internationales.

## Hypothèses de la perte duScorpion

### Activation accidentelle d'une torpille
La commission d'enquête de l'US Navy cite l'activation accidentelle des batteries d'une torpille Mark 37 comme une cause possible de l'explosion. Le système de propulsion de cette torpille à guidage acoustique, dont la sécurité aurait été désactivée, se serait déclenché à l'intérieur de son tube de lancement. Expulsée du tube, la torpille se serait armée et elle aurait fait l'acquisition de la cible la plus proche — à savoir le Scorpion lui-même. Cette théorie est considérée comme hautement improbable, les marins du Scorpion ayant à tout moment la possibilité d'ordonner l'autodestruction de la torpille avant qu'elle ne prenne son propre bâtiment pour cible. Malgré les révélations du Dr Craven affirmant que le réseau SOSUS avait permis d'observer le sous-marin revenant en arrière sur sa route d'origine, ce virage à 180° correspondant à une tentative d'activer les systèmes de sécurité d'une torpille, Gordon Hamilton affirme que les données acoustiques ne permettent pas de révéler[pas clair] ces genres de détails.

### Explosion d'une torpille
Une théorie alternative apparue par la suite suppose l'explosion d'une torpille à l'intérieur de son tube de lancement. Elle aurait causé un incendie incontrôlable dans le compartiment des torpilles. 
Les documents produits et les conclusions tirées dans l'ouvrage, Blind Man's Bluff, affirment que la cause probable de l'explosion aurait été la surchauffe d'une batterie défectueuse de torpille (le Dr Craven indiquera par la suite dans l'ouvrage Silent Steel qu'il avait été mal cité). Les batteries argent-zinc Mark 46 utilisées dans les torpilles Mark 37 avaient tendance à surchauffer et dans des cas extrêmes pouvaient déclencher un incendie assez puissant pour provoquer une détonation de faible ampleur de l'ogive. Si une telle détonation avait eu lieu, elle aurait pu provoquer l'ouverture de la grande trappe de chargement des torpilles et causer le naufrage du Scorpion. Alors que les batteries Mark 46 étaient connues pour dégager tellement de chaleur que les boîtiers de torpilles se déformaient, il n'existe pas de cas répertorié pour lequel ce type de torpille aurait endommagé un bâtiment ou causé une explosion.
Le Dr John Craven mentionne qu'il n'a pas travaillé sur le système de propulsion de la torpille Mark 37 et n'a pas eu connaissance de la possibilité d'une explosion de la batterie, vingt ans après la perte du Scorpion. Dans son livre The Silent War, il raconte avoir supervisé l'exécution d'une simulation réalisée par l'ancien officier exécutif du Scorpion, le Lieutenant-commandant Robert Fountain, Jr. Fountain reçoit l'ordre de faire route vers son port d'attache à 18 nœuds (33 km/h) à la profondeur de son choix, puis une alarme indiquant « torpille en surchauffe » est déclenchée. Fountain répond à cette alarme par « coup de barre à droite », un tour rapide du sous-marin sur lui-même qui active le dispositif de sécurité et empêche la torpille de s'armer. Une explosion dans le compartiment des torpilles est alors introduite dans les paramètres de la simulation. Fountain ordonne le déclenchement des procédures d'urgence afin de faire remonter le bâtiment à la surface, affirme le Dr Craven, « mais il continue à plonger, atteignant sa profondeur d'écrasement et implose en 90 secondes - avec une seconde de décalage par rapport à l'implosion relevée sur les enregistrements acoustiques de l'événement réel. »
Craven, qui était le directeur scientifique du bureau des projets spéciaux de l'US Navy, ayant la responsabilité de la conception, du développement, de la construction, des essais, de l'évaluation opérationnelle et la maintenance du système de lancement des missiles Polaris, croit longtemps que le Scorpion a été coulé par un tir de sa propre torpille. Il révise son opinion au milieu des années 1990 lorsque des ingénieurs qui testaient des batteries Mark 46 à Keyport, Washington, découvrent que l'électrolyte des batteries peut fuir à l'extérieur de l'enveloppe de la torpille et déclencher un incendie. Bien que le fabricant des batteries soit accusé de produire des batteries défectueuses, ce dernier parviendra à prouver que ses batteries présentent un taux de défaut identique à celui constaté sur celles produites par ses concurrents.

### Dysfonctionnement d'un système d'élimination des déchets
Pendant l'enquête de 1968, le vice-amiral Arnold F. Shade témoigne et affirme qu'il penche pour l'hypothèse du dysfonctionnement du système d'élimination des déchets à bord. Shade avance une théorie selon laquelle de l'eau de mer serait entrée à l'intérieur du sous-marin par la trappe d'élimination des déchets alors que le sous-marin était à l'immersion périscopique. D'autres défaillances de matériel et des erreurs humaines dans le traitement de l'inondation auraient conduit à la perte du sous-marin.

### Une attaque soviétique
L'ouvrage All Hands Down de Kenneth Sewell et Jerome Preisler (Simon and Schuster, 2008) conclut que le Scorpion a été détruit alors qu'il était en route pour récolter des renseignements auprès d'un groupe naval soviétique opérant dans l'océan Atlantique. La réception d'un ordre qui a fait dévier le sous-marin de sa route d'origine (qui devait le conduire à son port d'attache) est un fait connu du public ; les détails et les objectifs de cette mission demeurent classifiés.
L'ouvrage d'Ed Offley Scorpion Down suggère que le Scorpion aurait été coulé par un sous-marin soviétique au cours d'une confrontation ayant débuté avant le 22 mai. Offley affirme également que ce combat pourrait avoir eu lieu à peu près au moment où le Scorpion se voit attribuer la mission de collecte de renseignements, pour laquelle il est dévié de sa route initiale ; toujours selon Offley, la flottille venait d'être harcelée par un autre sous-marin américain, l'USS Haddo. W. Craig Reed, qui servit à bord du Haddo une décennie plus tard en tant que quartier-maître et officier de plongée, et dont le père a également servi dans l'US Navy et a permis des avancées significatives dans la détection des sous-marins dans les années 1960, a exposé des scénarios similaires à celui d'Offley dans Red November à propos du torpillage du Scorpion par les Soviétiques. Il détaille sa propre expérience à bord de l'USS Haddo quand, en 1977, en cours d'une mission à l'intérieur des eaux territoriales soviétiques au large Vladivostok, des torpilles semblent avoir été tirées en direction du Haddo, avant d'être immédiatement neutralisées par les Soviétiques en prétextant un exercice de tir de torpille.
Les ouvrages All Hands Down et Scorpion Down pointent l'implication du réseau d'espionnage mis en place par le KGB (connu sous le nom de « Walker Spy-Ring ») dirigé par John Anthony Walker qui travaillait au centre de communication de l'US Navy, indiquant qu'il pouvait avoir eu connaissance que le Scorpion avait été envoyé en direction de la flottille soviétique. D'après cette théorie, il existerait un accord tacite entre les marines américaines et russes pour éviter d'évoquer les naufrages du Scorpion et du K-129. Plusieurs sous-marins d'attaque américains sont entrés en collision avec des sous-marins soviétiques de la classe Echo dans les eaux soviétiques ou écossaises à cette époque. Le commandant Roger Lane Nott, de la Royal Navy qui commandera le sous-marin d'attaque HMS Splendid en 1982 pendant la guerre des Malouines, affirme qu'en 1972, alors qu'il sert comme jeune officier de navigation à bord du HMS Conqueror, un sous-marin soviétique a pénétré dans le Firth of Clyde en Écosse,  Conqueror ayant reçu l'ordre « de l'en chasser. » Ayant réalisé qu'il était poursuivi, « un capitaine soviétique très agressif ordonna à son sous-marin de faire demi-tour et de foncer droit sur le HMS Conqueror. La collision fut évitée de peu. »
La force sous-marine soviétique était au moins aussi professionnelle que celles des principales forces du Bloc de l'Ouest. Selon un article de la Pravda, Moscou ne donna jamais l'ordre à ses sous-marins de tirer pendant la guerre froide. Cette version est remise en cause par des officiers de la Royal Navy : « il y avait eu d'autres occasions où les Russes, harcelés, ont tiré des torpilles pour effrayer les poursuivants ». Les conclusions officielles de la commission d'enquête de 1968 indiquent qu'aucun bâtiment ami ou ennemi ne se trouvait à moins de 200 milles du Scorpion au moment de sa perte.
Les témoignages recueillis dans le documentaire « K129 » ne répond plus, diffusé sur Arte en 2010, suggèrent — eux aussi — que le Scorpion aurait été torpillé par les Soviétiques, selon un scénario différent. En mai 1968, les Américains ignorent que John Anthony Walker, qui opère au central de communication de l'US Navy, a vendu au KGB les codes secrets de la Marine. À cette époque, les Soviétiques savaient donc décrypter les codes de l'US Navy et connaissaient l'ensemble des unités américaines présentes en mer. Lorsque le Scorpion passe le détroit de Gibraltar, des unités de la Marine soviétique le suivent donc à la trace et semblent connaître parfaitement son itinéraire. Le commandant du Scorpion indique par radio sa position, celle du groupe naval soviétique et son heure d'arrivée sur zone. Avec ces données, les Soviétiques peuvent déterminer sa position exacte. Plusieurs témoignages d'anciens membres des forces américaines confirment que le Scorpion aurait annoncé qu'il était poursuivi par des unités de la Marine soviétique et qu'il n'arrivait pas à les semer. Le Scorpion était devenu la proie. Selon le témoignage d'un ancien amiral soviétique, recueilli dans All Hands Down, les Soviétiques envoient alors à la rencontre du Scorpion un hélicoptère, qui largue des bouées sonar et attend. Lorsque le Scorpion s'approche, l'hélicoptère émet des signaux sonar. Le commandant du Scorpion ayant reçu pour mission de surveiller les activités inhabituelles des Soviétiques, la présence d'un hélicoptère émettant des signaux sonar au milieu de l'Atlantique pouvait le surprendre et l'inciter à se placer en immersion périscopique (l'épave du Scorpion montre le périscope sorti). L'hélicoptère survole alors le Scorpion et lance une torpille. Le sous-marin essaye de plonger en urgence ; il est touché par la torpille soviétique. Pour maintenir le secret, y compris au sein de la Marine soviétique, l'hélicoptère avait décollé d'un destroyer avec deux torpilles et il se serait reposé avec une torpille sur un autre destroyer.

### Conclusion de l'US Navy
Les résultats des différentes enquêtes de l'US Navy sur la perte du Scorpion ne se révèlent pas concluants. Bien que la commission d'enquête n'ait jamais soutenu la théorie selon laquelle le Scorpion aurait été coulé par sa propre torpille (théorie défendue par le Dr Craven), ses « constatations de fait » — publiées en 1993 — placent cette théorie de torpille en tête de la liste des causes possibles de la perte du Scorpion.
La Navy n’informe pas le public que l’U.S. Submarine Force Atlantic , tout comme le Commander-in-Chief de la U.S. Atlantic Fleet rejettent la théorie de la torpille de Craven, qu’ils considérent comme infondée. Elle omet également de révéler qu'une seconde enquête technique sur la perte du Scorpion, achevée en 1970, a elle aussi rejeté l’hypothèse que la détonation d’une torpille ait joué un rôle dans la perte du Scorpion. Malgré la deuxième enquête technique, la Navy continue d'attribuer une forte crédibilité à l'hypothèse de Craven, comme en témoigne cet extrait d'une lettre de mai 2003 de la Division de guerre sous-marine (Submarine Warfare Division - N77), rédigée par l'amiral P. F. Sullivan au nom du vice-amiral John J. Grossenbacher (commandant des forces navales sous-marines), du Naval Sea Systems Command, Naval Reactors et autres dans la marine américaine au sujet de son point de vue concernant les théories alternatives sur le naufrage : les conclusions des rapports officiels de l'US Navy et de la commission d’enquête sur la perte du Scorpion suggèrent fortement que le Scorpion a été coulé par l’une de ses propres torpilles Mk 37. L’hypothèse avancée par Sewell et Preisler dans All Hands Down, voulant que le sous-marin ait été coulé par des torpilles soviétiques, peut être rejetée. Les affirmations de ces auteurs selon lesquelles le Scorpion avait une vitesse de 45 nœuds (83 km/h)  et que la vitesse des torpilles Mk 37 est de 24 nœuds (44 km/h) ne sont pas crédibles. Il est peu probable qu’une torpille soviétique ait eu de meilleures performances d’une Mk 37 en 1968 et aucun sous-marin américain ou soviétique à l’exception des sous-marins de la classe Alfa n'ont jamais eu une vitesse déclarée supérieure à 33 nœuds (61 km/h). Il n’y a aucune possibilité qu’un sous-marin de la classe Skipjack ait dépassé 35 nœuds (65 km/h) en bon état de marche. Le Scorpion emportait dix Mk 37 Mod 1 à filoguidage, prévues pour atteindre à 26 nœuds (48 km/h) des cibles situées jusqu'à 6 milles, ainsi que ses variantes, des torpilles d’entraînement Mk 37 dépourvues d’ogives et des torpilles rapides Mk 14 pour les cibles en surface. Les photographies de l’épave suggèrent que la propulsion du Scorpion a été détruite par une Mk 37, ce qui correspond en tout point à la façon dont les Mk 37 et les Mk 46 attaquent les sous-marins : elles ciblent l’hélice et la détruisent au moyen d’une petite explosion. La question est de savoir comment la torpille Mk 37 a été tirée. Il a été prouvé que le Scorpion avait exécuté des missions dans la mer Noire, dans les eaux intérieures soviétiques, et son équipage comprenait des officiers et des matelots russophones. Si le Scorpion avait détecté des indices laissant à penser que les Soviétiques interceptaient les communications de l'US Navy, il est peu probable qu’ils aient envoyé ce message[Lequel ?] par des canaux fermés/ouverts jusqu'à ce qu'il atteigne Norfolk. Les sous-marins de la classe Skipjack étaient capables d’atteindre des vitesses de 30⁄33 nœuds et il est peu probable qu’il ait été intercepté par un sous-marin de la classe Echo (dont la vitesse maximale était de 22 nœuds ; les spéculations sur le sort du Scorpion ne pourraient bien être qu’une tentative supplémentaire de parasiter une question d'une importance stratégique en 1968 au moment le plus dangereux de la guerre froide,. Les principaux amiraux américains et des conseillers de la Défense ont peut-être également souhaité taire des questions d'espionnage potentiel, liées à l'utilisation de drogues[évasif] et les désordres connus à bord des bâtiments de surface et des sous-marins de l'US Navy dans la période de la guerre du Vietnam. Une autre possibilité est que le commandant Slattery pourrait avoir ordonné de tirer une torpille Mk 37 après avoir entendu un écho sonar erroné, alors qu’il était soumis à des conditions de stress après avoir été éventuellement harcelé et même engagé par des sous-marins soviétiques auparavant, au cours de cette longue mission. Des destroyers de l’US Navy et de la Royal Australian Navy ont été confrontés à de faux échos sonar plusieurs fois pendant la guerre du Vietnam, et notamment l'USS Turner Joy et l’USS Maddox au cours de l’incident du golfe du Tonkin,. D’anciennes frégates de la Royal Navy entendaient constamment de faux échos de torpilles pendant la guerre des Malouines. Le jour où l’HMS Sheffield fut coulé, le HMS Yarmouth avait indiqué qu'il avait subi neuf attaques à la torpille dans la journée, alors qu’il utilisait un sonar non Doppler 170/177 à impulsions passive/active.

« Le premier événement cataclysmique était d'une telle ampleur que la seule conclusion possible est qu'un événement cataclysmique (explosion) se soit produit, entraînant une inondation incontrôlable, probablement dans les compartiments avant. »

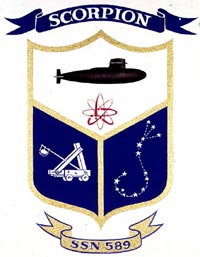
Badge de l'USS Scorpion.

### Sources et bibliographie
- (en) Sherry Sontag et Christopher Drew, Guerre froide sous les mers [« Blind Man's Bluff : The Untold Story of American Submarine Espionage »], New York, Harper Paperbacks, 1998, 432 p.
- (en) Robert W. Love, History of the U.S. Navy, 1942–1991 (History of the U.S. Navy), Stackpole Books, octobre 1992, 912 p. (ISBN 0-8117-1863-8)
- (en) Stephen Johnson, Silent Steel : The Mysterious Death of the Nuclear Attack Sub USS Scorpion, Hoboken, New Jersey, John Wiley, 6 janvier 2006, 292 p. (ISBN 978-0-471-26737-9)
- (en) Kenneth Sewell et Clint Richmond, Red Star Rogue : The Untold Story of a Soviet Submarine's Nuclear Strike Attempt on the U.S., Pocket Star, 26 septembre 2006, 480 p. (ISBN 1-4165-2733-8, lire en ligne)
- (en) Ed Offley, Scorpion Down : Sunk by the Soviets, Buried by the Pentagon : The Untold Story of the USS Scorpion, New York, Perseus Books Group, 2007, 241 ff. (ISBN 978-0-465-00884-1)
- (en) Kenneth Sewell et Jerome Preisler, All Hands Down : The true story of Soviet Attack on the USS Scorpion, New York, Simon & Schulster, 2008, 288 p. (ISBN 978-0-7432-9798-1 et 0-7432-9798-9)
- (en) Bruce Rule, Why the USS Scorpion (SSN 589) Was Lost : The Death of a Submarine in the North Atlantic, Nimble Books LLC, 31 octobre 2011, 74 p. (ISBN 978-1-60888-120-8 et 1-60888-120-2)